# Gulyxnesläktet
Gulyxnesläktet (Liparis) är ett släkte i familjen orkidéer med en art i Sverige; gulyxne (L. loeselii)

## Dottertaxa till Gulyxnen, i alfabetisk ordning[1]
- Liparis aaronii
- Liparis abyssinica
- Liparis acaulis
- Liparis acuminata
- Liparis acutissima
- Liparis adamsii
- Liparis affinis
- Liparis alata
- Liparis alavensis
- Liparis alpina
- Liparis altigena
- Liparis amabilis
- Liparis ambohimangana
- Liparis amboinensis
- Liparis amesiana
- Liparis anatina
- Liparis anceps
- Liparis andringitrana
- Liparis anemophila
- Liparis angustilabris
- Liparis angustioblonga
- Liparis anopheles
- Liparis anthericoides
- Liparis aphylla
- Liparis apiculata
- Liparis aptenodytes
- Liparis arachnites
- Liparis araneola
- Liparis arcuata
- Liparis arnoglossophylla
- Liparis arrigens
- Liparis ascendens
- Liparis asinacephala
- Liparis assamica
- Liparis atropurpurea
- Liparis atrosanguinea
- Liparis aurantiorbiculata
- Liparis auriculata
- Liparis auriculifera
- Liparis aurita
- Liparis averyanoviana
- Liparis balansae
- Liparis barbata
- Liparis bathiei
- Liparis bautingensis
- Liparis beccarii
- Liparis beckeri
- Liparis beddomei
- Liparis benguetensis
- Liparis bernieri
- Liparis bibullata
- Liparis bicolor
- Liparis bicornis
- Liparis bicuspidata
- Liparis bifolia
- Liparis biglobulifera
- Liparis biloba
- Liparis bilobulata
- Liparis bistriata
- Liparis bleyi
- Liparis bontocensis
- Liparis bootanensis
- Liparis bowkeri
- Liparis brachyglottis
- Liparis brachystalix
- Liparis brachystele
- Liparis bracteata
- Liparis brassii
- Liparis brevicaulis
- Liparis brookesii
- Liparis brunnea
- Liparis brunneolobata
- Liparis brunnescens
- Liparis bulbophylloides
- Liparis caillei
- Liparis calcarea
- Liparis caloglossa
- Liparis campylostalix
- Liparis capensis
- Liparis cardiophylla
- Liparis caricifolia
- Liparis carinatisepala
- Liparis carnicolor
- Liparis cathcartii
- Liparis caulescens
- Liparis cauliflora
- Liparis celebica
- Liparis cespitosa
- Liparis chalandei
- Liparis chapaensis
- Liparis chimanimaniensis
- Liparis chlorantha
- Liparis chungthangensis
- Liparis cinnabarina
- Liparis cladophylax
- Liparis clareae
- Liparis clavigera
- Liparis cleistogama
- Liparis clypeolum
- Liparis coelogynoides
- Liparis collinsii
- Liparis compressa
- Liparis condylobulbon
- Liparis congesta
- Liparis conopea
- Liparis cordifolia
- Liparis cordiformis
- Liparis crassibasis
- Liparis crenulata
- Liparis crispifolia
- Liparis cumingii
- Liparis cuspidata
- Liparis cyclostele
- Liparis cymbidiifolia
- Liparis cyperifolia
- Liparis dalessandroi
- Liparis dalzellii
- Liparis decurrens
- Liparis deflexa
- Liparis deistelii
- Liparis delicatula
- Liparis dendrochiloides
- Liparis densa
- Liparis disepala
- Liparis distans
- Liparis dolichobulbos
- Liparis dolichostachys
- Liparis dongchenii
- Liparis downii
- Liparis draculoides
- Liparis dryadum
- Liparis dumaguetensis
- Liparis dunnii
- Liparis duthiei
- Liparis elegans
- Liparis elegantula
- Liparis elliptica
- Liparis elmeri
- Liparis elongata
- Liparis emarginata
- Liparis endertii
- Liparis epiphytica
- Liparis esquirolii
- Liparis exaltata
- Liparis exilis
- Liparis fantastica
- Liparis fargesii
- Liparis ferruginea
- Liparis ficicola
- Liparis filiformis
- Liparis finetiana
- Liparis finisterrae
- Liparis firma
- Liparis fissilabris
- Liparis flabellata
- Liparis flammula
- Liparis flava
- Liparis flavescens
- Liparis fleckeri
- Liparis foetulenta
- Liparis formosana
- Liparis forrestii
- Liparis fragilis
- Liparis furcata
- Liparis gamblei
- Liparis gautierensis
- Liparis geelvinkensis
- Liparis genychila
- Liparis geophila
- Liparis gibbosa
- Liparis gibbsiae
- Liparis gigantea
- Liparis gjellerupii
- Liparis glaucescens
- Liparis glossula
- Liparis glumacea
- Liparis goodyeroides
- Liparis govidjoae
- Liparis gracilenta
- Liparis gracilipes
- Liparis graciliscapa
- Liparis graminifolia
- Liparis grandiflora
- Liparis greenwoodiana
- Liparis grossa
- Liparis habenarina
- Liparis hagerupii
- Liparis halconensis
- Liparis harketii
- Liparis hawaiensis
- Liparis heliophila
- Liparis hemipilioides
- Liparis henrici
- Liparis henryi
- Liparis hensoaensis
- Liparis hirtzii
- Liparis hirundo
- Liparis hostifolia
- Liparis imerinensis
- Liparis imperatifolia
- Liparis inamoena
- Liparis inaperta
- Liparis indifferens
- Liparis indirae
- Liparis insectifera
- Liparis jamaicensis
- Liparis janowskii
- Liparis javanica
- Liparis jovispluvii
- Liparis jumelleana
- Liparis kamborangensis
- Liparis kamerunensis
- Liparis kempfii
- Liparis kempteriana
- Liparis kemulensis
- Liparis kenejiae
- Liparis kerintjiensis
- Liparis kinabaluensis
- Liparis kiriromensis
- Liparis koreojaponica
- Liparis krameri
- Liparis kumokiri
- Liparis kwangtungensis
- Liparis lacerata
- Liparis lacus
- Liparis lamproglossa
- Liparis latialata
- Liparis latibasis
- Liparis laticuneata
- Liparis latifolia
- Liparis latilabris
- Liparis laurisilvatica
- Liparis lauterbachii
- Liparis laxa
- Liparis layardii
- Liparis leptopus
- Liparis le-ratii
- Liparis letouzeyana
- Liparis leucophaea
- Liparis leytensis
- Liparis liliifolia
- Liparis lindeniana
- Liparis linearifolia
- Liparis lingulata
- Liparis listeroides
- Liparis lobongensis
- Liparis loeselii
- Liparis loliacea
- Liparis longicaulis
- Liparis longipetala
- Liparis longissima
- Liparis lueri
- Liparis lutea
- Liparis luteola
- Liparis lycopodioides
- Liparis lydiae
- Liparis maboroensis
- Liparis madrensis
- Liparis magnicallosa
- Liparis maingayi
- Liparis major
- Liparis makinoana
- Liparis mamillata
- Liparis mannii
- Liparis mantidopsis
- Liparis maotiensis
- Liparis mapaniifolia
- Liparis mentaweiensis
- Liparis merapiensis
- Liparis merrillii
- Liparis microblepharon
- Liparis microcharis
- Liparis minahassae
- Liparis miniata
- Liparis molendinacea
- Liparis montana
- Liparis mulindana
- Liparis murkelensis
- Liparis nakaharae
- Liparis nana
- Liparis nebuligena
- Liparis nectarina
- Liparis negrosiana
- Liparis nephrocardia
- Liparis nervosa
- Liparis neuroglossa
- Liparis nigra
- Liparis nigrescens
- Liparis nugentiae
- Liparis nutans
- Liparis nyikana
- Liparis ochracea
- Liparis ochrantha
- Liparis odorata
- Liparis oligantha
- Liparis olivacea
- Liparis oppositifolia
- Liparis orbiculata
- Liparis ornithorrhynchos
- Liparis ovalis
- Liparis palawanensis
- Liparis palawensis
- Liparis pallida
- Liparis pandaneti
- Liparis pandurata
- Liparis panduriformis
- Liparis parva
- Liparis parviflora
- Liparis parvula
- Liparis pauliana
- Liparis pectinata
- Liparis pedicellaris
- Liparis penduliflora
- Liparis perpusilla
- Liparis perrieri
- Liparis petelotii
- Liparis petiolata
- Liparis petraea
- Liparis petricola
- Liparis phalacrocorax
- Liparis philippinensis
- Liparis phyllocardia
- Liparis pilifera
- Liparis plantaginea
- Liparis platychila
- Liparis platyglossa
- Liparis platyphylla
- Liparis platyrachis
- Liparis prava
- Liparis prianganensis
- Liparis pseudodisticha
- Liparis pterosepala
- Liparis puberula
- Liparis pullei
- Liparis pulverulenta
- Liparis pumila
- Liparis puncticulata
- Liparis punctifera
- Liparis punctilabris
- Liparis purpureoviridis
- Liparis purpureovittata
- Liparis pygmaea
- Liparis quadribullata
- Liparis ramosa
- Liparis rectangularis
- Liparis reflexa
- Liparis refracta
- Liparis regnieri
- Liparis remota
- Liparis resupinata
- Liparis rheedei
- Liparis rhodochila
- Liparis rhombea
- Liparis riparia
- Liparis rivalis
- Liparis rivularis
- Liparis rockii
- Liparis rosseelii
- Liparis rostrata
- Liparis rungweensis
- Liparis rupestris
- Liparis rusbyi
- Liparis sachalinensis
- Liparis salassia
- Liparis sambiranoensis
- Liparis sasakii
- Liparis saundersiana
- Liparis scaposa
- Liparis schistochila
- Liparis scleriifolia
- Liparis seidenfadeniana
- Liparis serpens
- Liparis serrulata
- Liparis siamensis
- Liparis similis
- Liparis simmondsii
- Liparis somae
- Liparis sootenzanensis
- Liparis sparsiflora
- Liparis spectabilis
- Liparis spiralipetala
- Liparis stenoglossa
- Liparis stenophylla
- Liparis stenostachya
- Liparis stolzii
- Liparis stricklandiana
- Liparis suborbicularis
- Liparis sula
- Liparis superposita
- Liparis swenssonii
- Liparis sympodialis
- Liparis tenella
- Liparis tenuis
- Liparis terrestris
- Liparis tigerhillensis
- Liparis togensis
- Liparis torricellensis
- Liparis torta
- Liparis toxopei
- Liparis trachyglossa
- Liparis tradescantiifolia
- Liparis tricallosa
- Liparis trichechus
- Liparis trichoglottis
- Liparis tridens
- Liparis trifoliata
- Liparis tripartita
- Liparis triticea
- Liparis trullifera
- Liparis trulliformis
- Liparis truncata
- Liparis truncatula
- Liparis truncicola
- Liparis tschangii
- Liparis tunensis
- Liparis wageneri
- Liparis walakkadensis
- Liparis walkeriae
- Liparis warpurii
- Liparis werneri
- Liparis verticillata
- Liparis vestita
- Liparis vexillifera
- Liparis wightiana
- Liparis viridicallus
- Liparis viridiflora
- Liparis viridipurpurea
- Liparis vittata
- Liparis volcanica
- Liparis xanthina
- Liparis yamadae
- Liparis yongnoana
- Liparis zaratananae
- Liparis zosterops